# Demokratická pokroková strana (Čínská republika)
Demokratická pokroková strana (tradiční znaky: 民主進步黨; zjednodušené znaky: 民主进步党; tongyong pinyin: Mínjhǔ Jìnbùdǎng; hanyu pinyin: Mínzhǔ Jìnbùdǎng; český přepis: Min-ču ťin-pu-tang) je liberální politická strana působící v Čínské republice. Jejími programovými tématy jsou lidská práva, vyhlášení formální nezávislosti de facto nezávislého Tchaj-wanu a ekologie. Strana vzešla z hnutí Tangwai (黨外), politické hnutí usilující o demokratizaci a tchajwanizaci politického prostředí. Oficiálně byla založena v září roku 1986 (legální od r. 1991) jako opoziční strana vůči autoritářsky konzervativnímu Kuomintangu. V současné době patří spolu s Kuomintangem mezi dvě nejsilnější strany Čínské republiky. Na domácí scéně spolupracuje s Tchajwanskou unií solidarity a Stranou tchajwanské nezávislosti (někdy Strana tchajwanského národa) v rámci Panzelené koalice (泛綠聯盟) a částečně také s New Power Party.
Demokratická pokroková strana je členem Liberální internacionály. Předseda strany je v současné době Čuo Žung tchaj.

## Historie
Kandidát DPS Čchen Šuej-pien získal v prezidentských volbách roku 2000 39,3% hlasů, což vzhledem k rozštěpení voličů Kuomintangu mezi dva kandidáty postačovalo k jeho zvolení. V roce 2004 byl jako kandidát „zelených“ Čchen Šuej-pien ziskem 50,1 % hlasů těsně zvolen do druhého funkčního období. Ve volbách do Národního shromáždění v roce 2005 strana zvítězila se 42,5 % hlasů; Národní shromáždění následně potvrdilo dodatky k ústavě, kterými byla jeho činnost ukončena.
Ve volbách do Legislativního dvora v lednu 2008 získala DPS pouze 31 % hlasů, a také její kandidát v březnových prezidentských volbách, Sie Čchang-tching, neuspěl s 41,33 % voličských hlasů oproti 58,45 % hlasů, které získal kandidát Kuomintangu Ma Jing-ťiou.
Ve volbách do Legislativního dvora v lednu 2016 zvítězila DPS s 44,04 % hlasů, a také její kandidátka Cchaj Jing-wen uspěla v prezidentských volbách, kde získala 56.1 % voličských hlasů oproti 31,0 % hlasů, které získal opoziční kandidát Eric Chu, kandidující za Kuomintang.